# Kupferstichkabinett
Il Kupferstichkabinett (Galleria di incisioni) è un museo di Berlino, sito nel Kulturforum.

## Collezione
Nel 1994 furono raccolte in questo edificio le collezioni di stampe ed incisioni di Berlino Est e Berlino Ovest. Il nucleo originario della collezione è costituito dalle stampe raccolte a partire dal 1652 dal Grande Elettore. Tale collezione venne per la prima volta esposta al pubblico nel 1831. A causa della guerra essa subì notevoli perdite, ma rimane comunque di dimensioni molto ampie. Vanta infatti circa 2 000 incisioni, più di 520 000 stampe e oltre 80 000 tra disegni ed acquerelli. Solo una parte della collezione viene però esposta: il museo non ha dunque una collezione permanente, ma solo esposizioni temporanee. Fra i tanti artisti, sono presenti: Sandro Botticelli, Albrecht Dürer, Rembrandt, Antoine Watteau, Francisco Goya, Honoré Daumier e opere della Brücke.
Le raccolte di disegni e di opere di grafica vanno dal Medioevo all'età presente e includono sanguigne, disegni a penna e a punta d'argento. Un indice di filigrane, continuamente aggiornato, è di sostegno alla datazione dei disegni antichi su carta. Si conservano manoscritti miniati, album con schizzi, disegni topografici. Tra gli artisti presenti ci sono Dürer, Matthias Grünewald, Sandro Botticelli, Altdorfer, Hieronymus Bosch, Pieter Bruegel il Vecchio, Caspar David Friedrich, Andrea Mantegna, Rembrandt, Luca Signorelli, Giambattista Tiepolo. Tra gli artisti più recenti, Ernst Ludwig Kirchner, Edvard Munch, Pablo Picasso.